# Lecanora neoqueenslandica
Lecanora neoqueenslandica är en lavart som beskrevs av Helge Thorsten Lumbsch. 
Lecanora neoqueenslandica ingår i släktet Lecanora och familjen Lecanoraceae. Inga underarter finns listade i Catalogue of Life.